# Jorge Giordani
Jorge Antonio Giordani Cordero (San Francisco de Macorís, República Dominicana, 30 de junio de 1940) es un ingeniero electrónico, profesor y político de origen español e italiano, nacido en República Dominicana y nacionalizado venezolano. Fue ministro de Planificación del gobierno venezolano hasta el 17 de junio de 2014. Es llamado por sus allegados como El monje.

## Primeros años
Su padre fue un ciudadano de Italia, que luchó en la guerra civil española junto al Batallón Garibaldi, y su madre era española. Llegó a Venezuela a la edad de dos años, y desde muy joven militó en el Partido Comunista de Venezuela. Inició sus estudios en la Escuela Experimental Venezuela y los continuó en el Liceo Andrés Bello. Luego, inició estudios de Ingeniería Eléctrica en la Universidad Central de Venezuela, los cuales concluyó en la Universidad de Bolonia, Italia, graduándose con el título de ingeniero electrónico aunque no fue este el campo en el que ejerció como profesional. Dictó clases en la Universidad Central de Venezuela hasta 1999.

## Vida política
Jorge Giordani fue designado ministro de planificación en cuatro oportunidades: desde febrero de 1999 hasta mayo de 2002; desde abril de 2003 hasta enero del 2008; desde febrero de 2009 cuando es designado en el cargo por el entonces presidente Hugo Chávez y desde el año 2013, ya que el 21 de abril de ese año es ratificado por el gobierno de Nicolás Maduro hasta su destitución.
Entre el 25 de noviembre y 5 de diciembre de 2012, fue sustituido temporalmente del cargo por Ramón Antonio Yánez Marro. Semanas antes del fallecimiento del presidente Hugo Chávez, el 8 de febrero de 2013, fue el encargado junto a Nelson Merentes de difundir la noticia de la devaluación de la moneda venezolana de 4,30Bs a 6,30Bs por dólar.
El 22 de abril de 2013 es dividido el Ministerio de planificación y Finanzas en el nuevo gobierno de Nicolás maduro y Giordani es nombrado ministro de Planificación. El 17 de junio de 2014, el presidente Maduro anunció que el cargo de Giordani sería ocupado por el geógrafo Ricardo Menéndez, hasta entonces ministro de Educación Superior. Al día siguiente, Giordani publicó una carta en la que expone las razones de su salida del gabinete del ejecutivo bolivariano, señalando que la Presidencia de la República no transmitía liderazgo e indicando actos de corrupción y despilfarro de dinero por parte del Gobierno, los cuales no detalló.
En 2016, Giordani denunció que al menos 300.000 millones de dólares fueron malversados en la última década en Venezuela como consecuencia del control de cambios en el país.